# HLA-B37
HLA-B37 هو نمط مصلي من مستضد الكريات البيضاء البشرية-ب.